# Patrick Kienzl
Patrick Kienzl (* 19. August 1989 in Wien) ist ein österreichischer Fußballspieler.

## Karriere
Kienzl begann seine Karriere beim UFC Strem. Zur Saison 2001/02 wechselte er zum SV Güssing. Zur Saison 2003/04 wechselte er in das BNZ Burgenland. Zur Saison 2006/07 wechselte er zum viertklassigen SV Stegersbach. Mit Stegersbach stieg er 2007/08 in die Regionalliga auf. In seiner Debütsaison in der dritthöchsten Spielklasse kam er zu 29 Einsätzen, in denen er vier Tore erzielte. Mit Stegersbach stieg er aber direkt wieder aus der Regionalliga ab.
Kienzl blieb der Liga allerdings erhalten und wechselte zur Saison 2009/10 zum SC Neusiedl am See. Bei Neusiedl kam er in allen 30 Partien jener Saison zum Einsatz und erzielte dabei 15 Tore. Zur Saison 2010/11 wechselte Kienzl zum Zweitligisten First Vienna FC. Sein Debüt in der zweiten Liga gab er dann im August 2010, als er am neunten Spieltag jener Saison gegen den SC Austria Lustenau in der 31. Minute für Sebastián Martínez eingewechselt wurde. Sein erstes Tor als Profi erzielte er im September 2010 bei einem 4:1-Sieg gegen den FC Lustenau 07. Am Ende seiner ersten Zweitligaspielzeit standen für den Flügelstürmer zwei Tore in 23 Zweitligaeinsätzen zu Buche. In der Saison 2011/12 spielte er bis zur Winterpause elfmal.
Im Jänner 2012 kehrte Kienzl leihweise zum Regionalligisten SC Neusiedl am See zurück. Für Neusiedl absolvierte er bis Saisonende alle 15 Regionalligapartien, mit den Burgenländern stieg er zu Saisonende aber aus der Ostliga ab. Dennoch wechselte Kienzl im Juni 2012 fest zurück nach Neusiedl. In der Saison 2012/13 absolvierte er 26 Partien in der Burgenlandliga, in denen er neun Tore machte.
Zur Saison 2013/14 wagte Kienzl dann nochmals den Sprung in die zweite Liga, diesmal schloss er sich dem Aufsteiger SC-ESV Parndorf 1919 an. Für die Burgenländer erzielte er vier Tore in 29 Zweitligaspielen, mit Parndorf stieg er nach verlorener Relegation gegen Regionalligist LASK zu Saisonende aber direkt wieder in die Regionalliga ab. In der Ostliga kam er in der Saison 2014/15 für das Team zu 27 Einsätzen, in denen er erneut viermal traf. Mit Parndorf wurde er Vizemeister und durfte durch den Lizenzverzicht des SC Ritzing an der Aufstiegsrelegation teilnehmen, in der die Burgenländer aber dem Meister der Regionalliga Mitte SK Austria Klagenfurt unterlagen.
Zur Saison 2015/16 wechselte Kienzl dann innerhalb der Ostliga zurück zum SC Neusiedl, der in seiner Abwesenheit wieder in die Drittklassigkeit aufgestiegen war. In der Spielzeit 2015/16 absolvierte er alle 30 Regionalligapartien und erzielte neun Tore. In der Saison 2016/17 kam er auf fünf Treffer in 23 Einsätzen. Ab der Saison 2017/18 war er nach dem Abgang von Johannes Seywerth auch Kapitän der Neusiedler. In der Saison 2017/18 verpasste er nur ein Spiel und kam auf 30 Saisoneinsätze, in denen er siebenmal traf. In der Saison 2018/19 gelangen ihm elf Tore in 28 Partien. In der Saison 2019/20 absolvierte er bis COVID-bedingten Saisonabbruch 17 Spiele, in der ebenfalls abgebrochenen Spielzeit 2020/21 stand er achtmal am Feld. In der Saison 2021/22 erzielte er 15 Tore in 25 Einsätzen und egalisierte damit seinen persönlichen Torrekord aus dem Jahre 2010. In der Saison 2022/23 übertraf er diese Leistung mit 21 Toren in 29 Spielen nochmals, ligaübergreifend war er damit wie in der Vorsaison der drittbeste Angreifer. Nach der Saison 2022/23 beendete er seine Karriere.
Im August 2023 kehrte er dann doch wieder nach Neusiedl zurück, das mit Verletzungsproblemen zu kämpfen hatte.